# Марат Шумм
Марат Луїс Йоганн Шумм (нім. Marat Louis Johann Schumm; 12 травня 1889, Лондон — ?) — німецький льотчик-ас, віцефельдфебель Прусської армії, гауптман резерву люфтваффе (1 березня 1943).

## Біографія
Учасник Першої світової війни. Наприкінці 1917 року, літаючи пілотом у званні єфрейтора в 26-й охоронній ескадрильї, Шумм розділив свої перші 2 перемоги зі спостерігачем, унтерофіцером Шойхлем. Після закінчення 1-го училища винищувальної авіації 10 січня 1918 року отримав направлення в 52-гу винищувальну ескадрилью. Шумм здобув 7 офіційних перемог (ще одна залишилась непідтвердженою), шосту — над капітаном П.С. Берджем із 64-ї ескадрильї, кавалером Воєнного хреста та Військової медалі, який мав на момент своєї загибелі на бойовому рахунку 11 повітряних перемог.
В 1939 році мешкав в Берліні. Під час Другої світової війни також був льотчиком.

## Нагороди
- Залізний хрест 2-го і 1-го класу
- Нагрудний знак військового пілота (Пруссія)
- Золота медаль «За військові заслуги» (Вюртемберг) (31 серпня 1918)
- Почесний хрест ветерана війни з мечами